# マイライフ (雑誌)
『マイライフ』（英語: My Life）は、かつて存在した日本の雑誌である。東京都渋谷区の出版社グラフ社が編集出版した。1966年（昭和41年）10月創刊、1971年（昭和46年）ころ休刊。いわゆる「戦後四大婦人雑誌」に比して、もっとも後発であった。

## 略歴・概要
中尾是正が1958年（昭和33年）に創立した「株式会社グラフ社」が、1966年（昭和41年）10月に創刊した婦人雑誌である。「戦前の四大婦人雑誌」とされた『主婦の友』『婦人公論』『婦人画報』『婦人倶楽部』、「戦後の四大婦人雑誌」として第二次世界大戦後に創刊された『主婦と生活』『婦人生活』に比して、鎌倉書房の『マダム』同様、20年近く後発であった。創刊号のおもな執筆者は、森南海子、片岡一久、邱永漢、紅林茂夫、立石茂、柳原敏雄、岩崎静子、久米和子、安村ゆり子、坂田種男、飯塚信雄、和田静郎、久保田光江ほか。
創刊当初の表紙は、マトリックス状に複数の写真が組み合わされていたが、1967年（昭和42年）6月に発行された第2巻第6号に渡辺裕代が起用されて以降、他の婦人雑誌同様に、女優等のモデルが表紙を飾るようになる。おもな表紙モデルは、愛京子（第2巻第8号）、左幸子・羽仁未央（第2巻第9号）、樫山文枝（第2巻第10号）、藤純子（富司純子、第2巻第11号）、安田伸・竹腰美代子夫妻（第2巻第12号）、大空真弓（第3巻第1号）、松尾嘉代（第3巻第8号）、松原智恵子（第3巻第9号）、芳村真理（第3巻第10号）、森田敏子（第3巻第11号）、浅丘ルリ子（第3巻第12号）、長谷川稀世（第4巻第1号）、加賀まりこ（第4巻第2号）、奈美悦子（第4巻第3号）、尾崎奈々（第4巻第4号）、十朱幸代（第4巻第5号）、生田悦子（第4巻第6号）、高橋紀子（第4巻第11号）、樫山文枝（第4巻第12号）ほか。
1971年（昭和46年）ころまで月刊で発行、1972年（昭和47年）以降、単行本シリーズ「マイライフシリーズ」に移行した。